# Campionato asiatico e oceaniano maschile under 20 di pallavolo
Il campionato asiatico e oceaniano maschile under 20 di pallavolo è una competizione pallavolistica, organizzata dall'AVC, per squadre nazionali asiatiche e oceaniane, riservata a giocatori con un'età inferiore di 20 anni.

## Albo d'oro
| Edizione      | Edizione       | Podio         | Podio          | Podio         |
| Anno          | Organizzatore  | Campione      | Seconda        | Terza         |
| ------------- | -------------- | ------------- | -------------- | ------------- |
| 1980 Dettagli | Corea del Sud  | Corea del Sud | Giappone       | India         |
| 1984 Dettagli | Arabia Saudita | Corea del Sud | Cina           | Giappone      |
| 1986 Dettagli | Thailandia     | Corea del Sud | Giappone       | Cina          |
| 1988 Dettagli | Indonesia      | Giappone      | Corea del Sud  | Cina          |
| 1990 Dettagli | Thailandia     | Cina          | Giappone       | Corea del Sud |
| 1992 Dettagli | Iran           | Corea del Sud | Giappone       | Cina          |
| 1994 Dettagli | Qatar          | Corea del Sud | India          | Cina          |
| 1996 Dettagli | Vietnam        | Cina          | Taipei cinese  | Giappone      |
| 1998 Dettagli | Iran           | Iran          | Corea del Sud  | Taipei cinese |
| 2000 Dettagli | Iran           | Cina          | Arabia Saudita | Iran          |
| 2002 Dettagli | Iran           | Iran          | India          | Cina          |
| 2004 Dettagli | Qatar          | Corea del Sud | Iran           | Qatar         |
| 2006 Dettagli | Iran           | Iran          | Giappone       | India         |
| 2008 Dettagli | Iran           | Iran          | Cina           | Pakistan      |
| 2010 Dettagli | Thailandia     | Giappone      | Iran           | India         |
| 2012 Dettagli | Iran           | Giappone      | Cina           | Iran          |
| 2014 Dettagli | Bahrein        | Iran          | Cina           | Corea del Sud |
| 2016 Dettagli | Taipei cinese  | Cina          | Iran           | Corea del Sud |
| 2018 Dettagli | Bahrein        | Iran          | Corea del Sud  | Thailandia    |
| 2022 Dettagli | Bahrein        | Iran          | India          | Corea del Sud |

## Medagliere
| Pos. | Squadra        | 1º posto | 2º posto | 3º posto | Totale |
| ---- | -------------- | -------- | -------- | -------- | ------ |
| 1    | Iran           | 7        | 3        | 2        | 12     |
| 2    | Corea del Sud  | 6        | 3        | 4        | 13     |
| 3    | Cina           | 4        | 4        | 5        | 13     |
| 4    | Giappone       | 3        | 5        | 2        | 10     |
| 5    | India          | 0        | 3        | 3        | 6      |
| 6    | Taipei cinese  | 0        | 1        | 1        | 2      |
| 7    | Arabia Saudita | 0        | 1        | 0        | 1      |
| 8    | Qatar          | 0        | 0        | 1        | 1      |
| 8    | Pakistan       | 0        | 0        | 1        | 1      |
| 8    | Thailandia     | 0        | 0        | 1        | 1      |